# إيمرسون مارتن
إيمرسون مارتن (بالإنجليزية: Emerson Martin)‏ هو لاعب كرة قدم أمريكية أمريكي، ولد في 6 مايو 1970 في إليزابيثتاون في الولايات المتحدة.

## وصلات خارجية
- إيمرسون مارتن على موقع مرجع كرة القدم المحترفة.كوم (الإنجليزية)